# Ashton (Idaho)
Ashton es una ciudad ubicada en el condado de Fremont en el estado estadounidense de Idaho. En el año 2010 tenía una población de 1.127 habitantes y una densidad poblacional de 805 personas por km².

## Geografía
Ashton se encuentra ubicado en las coordenadas 44°4′20″N 111°26′52″O / 44.07222, -111.44778. Según la Oficina del Censo, la localidad tiene un área total de 1,4 km² (0,5 mi²), de la cual 1,4 km² (0,5 mi²) es tierra y 0 km² (0 mi²) (0.0%) es agua.

## Demografía
En el 2000 la renta per cápita promedia del hogar era de $30,282, y el ingreso promedio para una familia era de $35,515. En 2000 los hombres tenían un ingreso per cápita de $27,273 contra $22,000 para las mujeres. El ingreso per cápita para la localidad era de $13,731. Alrededor del 19.7% de la población estaba bajo el umbral de pobreza nacional.